# Трстеник (Глоговац)
Трстеник (алб. Tërstenik) је насеље у општини Глоговац, Косово и Метохија, Република Србија.

## Становништво
| Демографија | Демографија | Демографија |
| Година      | Становника  | Становника  |
| ----------- | ----------- | ----------- |
| 1948.       | 1.111       |             |
| 1953.       | 1.170       |             |
| 1961.       | 1.472       |             |
| 1971.       | 1.956       |             |
| 1981.       | 2.662       |             |
| 1991.       | 3.525       |             |